# Ніндорф (Рендсбург-Екернферде)
Ніндорф (нім. Nindorf) — громада в Німеччині, розташована в землі Шлезвіг-Гольштейн. Входить до складу району Рендсбург-Екернферде. Складова частина об'єднання громад Міттельгольштайн.
Площа — 14,04 км2. Населення становить 626 ос. (станом на 31 грудня 2020).